# Mulieres Salernitanae

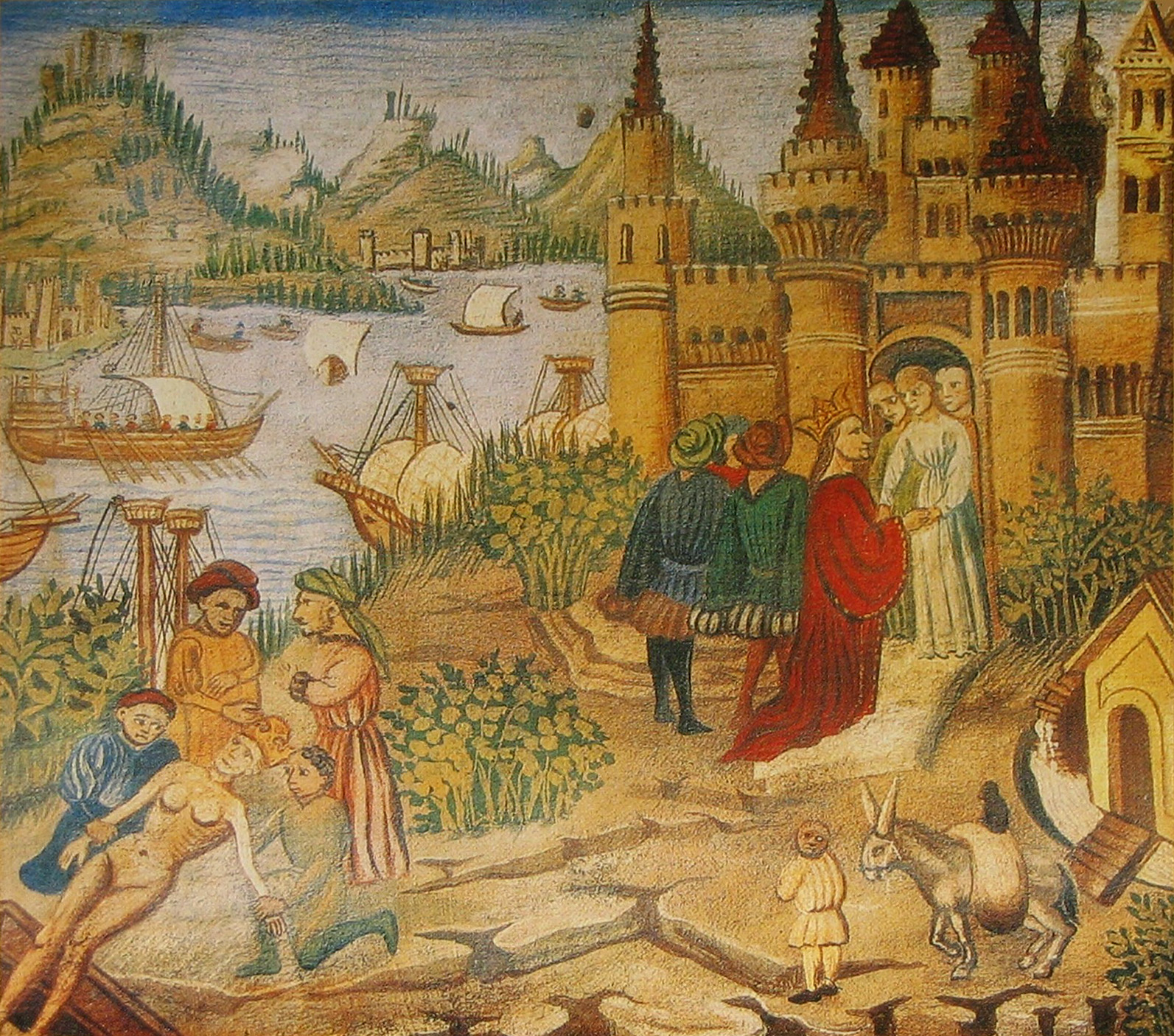
Dibujo de la Escuela Salernitana

Mulieres Salernitanae o Mujeres de Salerno fue el nombre con que se conoció a varias personalidades femeninas que trabajaron en la Escuela Médica Salernitana durante la Edad Media. 

## Cultura médica femenina en Salerno

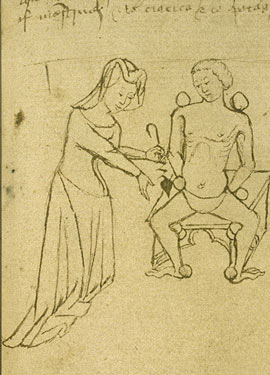
Dibujo de una médica medieval.

La Escuela Médica de Salerno fue fundada en Italia, alrededor del siglo IX. Fue uno de los primeros centros de enseñanza de medicina en Europa, influyendo mucho en las obras y proceso del pensamiento médico medieval.
Las mujeres también contribuyeron con su experiencia en dicha escuela. De hecho, su estatuto no excluía el ejercicio de la medicina para las mujeres que asistían a esta escuela. Este grupo de damas fue conocido como Mulieres Salernitanae, es decir, "Mujeres de Salerno", quienes eran célebres por su gran conocimiento. Estas mujeres no solo practicaban medicina, sino que también enseñaban medicina en la escuela de Salerno y escribían textos. Este grupo femenino trabajó en medicina a pesar de la visión y los roles que las mujeres tenían asignados en esa época, siendo consideradas un orgullo del Salerno medieval y un símbolo de benevolencia, ayudando a marcar el inicio de un «renacimiento médico» en Europa.

### Médicas célebres de Salerno
- Trotula de Salerno (siglo XI)
- Rebeca de Guarna (siglo XIV)
- Francesca di Roma (siglo XIV)
- Abella de Salerno (siglo XIV)
- Mercuriade de Salerno (siglo XIV)
- Constanza Calenda (siglo XV)
- Clarice de Durisio (siglo XV)